# Sâmbăta de Sus
Pour les articles homonymes, voir Sâmbăta.
Sâmbăta de Sus (en allemand: Obermühlendorf, en hongrois: Felsőszombatfalva) est une commune roumaine du județ de Brașov, dans la région historique de Transylvanie. Elle est composée des deux villages suivants :
- Sâmbăta de Sus, siège de la commune
- Stațiunea Climaterică Sâmbăta

## Localisation
Sâmbăta de Sus est située au pied de Monts Făgăraș, dans la partie de sud-ouest du comté de Brașov, à la 18 km de la ville de Făgăraș et à 82 km de la ville de Brașov

## Monuments et lieux touristiques
- Monastère de Brâncoveanu (construction XVIIIe et XXe siècles), monument historique
- Église “Assomption de Marie” du village de Sâmbăta de Sus (construction 1701, 1928-1940), monument historique
- Château de Brâncoveanu[2]
- Monts Făgăraș